# TNIP2
TNIP2 (англ. TNFAIP3 interacting protein 2) – білок, який кодується однойменним геном, розташованим у людей на короткому плечі 4-ї хромосоми.  Довжина поліпептидного ланцюга білка становить 429 амінокислот, а молекулярна маса — 48 700.
| 10         |  | 20         |  | 30         |  | 40         |  | 50         |
| ---------- |  | ---------- |  | ---------- |  | ---------- |  | ---------- |
| MSRDPGSGGW |  | EEAPRAAAAL |  | CTLYHEAGQR |  | LRRLQDQLAA |  | RDALIARLRA |
| RLAALEGDAA |  | PSLVDALLEQ |  | VARFREQLRR |  | QEGGAAEAQM |  | RQEIERLTER |
| LEEKEREMQQ |  | LLSQPQHERE |  | KEVVLLRRSM |  | AEGERARAAS |  | DVLCRSLANE |
| THQLRRTLTA |  | TAHMCQHLAK |  | CLDERQHAQR |  | NVGERSPDQS |  | EHTDGHTSVQ |
| SVIEKLQEEN |  | RLLKQKVTHV |  | EDLNAKWQRY |  | NASRDEYVRG |  | LHAQLRGLQI |
| PHEPELMRKE |  | ISRLNRQLEE |  | KINDCAEVKQ |  | ELAASRTARD |  | AALERVQMLE |
| QQILAYKDDF |  | MSERADRERA |  | QSRIQELEEK |  | VASLLHQVSW |  | RQDSREPDAG |
| RIHAGSKTAK |  | YLAADALELM |  | VPGGWRPGTG |  | SQQPEPPAEG |  | GHPGAAQRGQ |
| GDLQCPHCLQ |  | CFSDEQGEEL |  | LRHVAECCQ  |  |            |  |            |

A: Аланін

C: Цистеїн

D: Аспарагінова кислота

E: Глутамінова кислота

F: Фенілаланін

G: Гліцин

H: Гістидин

I: Ізолейцин

K: Лізин

L: Лейцин

M: Метіонін

N: Аспарагін

P: Пролін

Q: Глутамін

R: Аргінін

S: Серин

T: Треонін

V: Валін

W: Триптофан

Кодований геном білок за функцією належить до фосфопротеїнів. 
Задіяний у таких біологічних процесах як апоптоз, транскрипція, регуляція транскрипції, запальна відповідь, поліморфізм, альтернативний сплайсинг. 
Білок має сайт для зв'язування з іонами металів, іоном цинку. 
Локалізований у цитоплазмі, ядрі.